# Changement de nom de communes en France dans les années 1900
Pour des articles plus généraux, voir Changement de nom de communes en France et Changement de nom de communes en France au XXe siècle.
Cet article présente une liste des changements de nom de communes en France dans les années 1900.

## 1900

### Janvier
| Code INSEE | Ancienne dénomination | Département      | Nouvelle dénomination   | Date                      |
| ---------- | --------------------- | ---------------- | ----------------------- | ------------------------- |
| 80073      | Bécourt-Bécordel      | Somme            | Bécordel-Bécourt        | Décret du 7 janvier 1900  |
| 07041      | Boulieu               | Ardèche          | Boulieu-lès-Annonay     | Décret du 7 janvier 1900  |
| 74006      | Allonzier             | Haute-Savoie     | Allonzier-la-Caille     | Décret du 29 janvier 1900 |
| 12191      | Privezac              | Aveyron          | Lanuéjouls-et-Privezac  | Décret du 29 janvier 1900 |
| 44154      | Saint-Brévin          | Loire-Inférieure | Saint-Brévin-les-Bois ? | Décret du 29 janvier 1900 |
| 03286      | Toulon                | Allier           | Toulon-sur-Allier       | Décret du 29 janvier 1900 |

### Février
| Code INSEE | Ancienne dénomination | Département | Nouvelle dénomination | Date                      |
| ---------- | --------------------- | ----------- | --------------------- | ------------------------- |
| 55257      | Jouy-devant-Dombasle  | Meuse       | Jouy-en-Argonne       | Décret du 16 février 1900 |

### Mars
| Code INSEE | Ancienne dénomination | Département | Nouvelle dénomination | Date                   |
| ---------- | --------------------- | ----------- | --------------------- | ---------------------- |
| 09188      | Mercus                | Ariège      | Mercus-Garrabet       | Décret du 14 mars 1900 |
| 80807      | Ville-sous-Corbie     | Somme       | Ville-sur-Ancre       | Décret du 30 mars 1900 |

### Juin
| Code INSEE | Ancienne dénomination | Département | Nouvelle dénomination | Date                  |
| ---------- | --------------------- | ----------- | --------------------- | --------------------- |
| 39374      | Aresches              | Jura        | Moutaine-Aresches     | Décret du 7 juin 1900 |
| 24337      | Prats-d'Orliac        | Dordogne    | Prats-du-Périgord     | Décret du 7 juin 1900 |

### Juillet
| Code INSEE | Ancienne dénomination | Département | Nouvelle dénomination | Date                      |
| ---------- | --------------------- | ----------- | --------------------- | ------------------------- |
| 51563      | Saint-Prix            | Marne       | Talus-Saint-Prix      | Décret du 29 juillet 1900 |

### Août
| Code INSEE | Ancienne dénomination | Département         | Nouvelle dénomination | Date                   |
| ---------- | --------------------- | ------------------- | --------------------- | ---------------------- |
| 15141      | Neussargues           | Cantal              | Neussargues-Moissac   | Décret du 7 août 1900  |
| 66124      | Odeillo               | Pyrénées-Orientales | Odeillo-Via           | Décret du 26 août 1900 |

### Novembre
| Code INSEE | Ancienne dénomination  | Département  | Nouvelle dénomination | Date                        |
| ---------- | ---------------------- | ------------ | --------------------- | --------------------------- |
| 43015      | Nozeyrolles            | Haute-Loire  | Auvers                | Décret du 1er novembre 1900 |
| 73112      | Feissons-sous-Briançon | Savoie       | Feissons-sur-Isère    | Décret du 1er novembre 1900 |
| 12111      | Cassagnes-Comtaux      | Aveyron      | Cassagnes-Goutrens    | Décret du 13 novembre 1900  |
| 08313      | Nanteuil               | Ardennes     | Nanteuil-sur-Aisne    | Décret du 15 novembre 1900  |
| 41235      | Sargé                  | Loir-et-Cher | Sargé-sur-Braye       | Décret du 24 novembre 1900  |

## 1901

### Janvier
| Code INSEE | Ancienne dénomination | Département                           | Nouvelle dénomination     | Date                      |
| ---------- | --------------------- | ------------------------------------- | ------------------------- | ------------------------- |
| 74299      | Veyrier               | Haute-Savoie                          | Veyrier-du-Lac            | Décret du 18 janvier 1901 |
| 78089      | Bonnières             | Seine-et-Oise (actuellement Yvelines) | Bonnières-sur-Seine       | Décret du 26 janvier 1901 |
| 39200      | Dompierre             | Jura                                  | Dompierre-sur-Mont        | Décret du 26 janvier 1901 |
| 73250      | Saint-Julien          | Savoie                                | Saint-Julien-de-Maurienne | Décret du 26 janvier 1901 |
| 62870      | Wailly                | Pas-de-Calais                         | Wailly-Beaucamp           | Décret du 26 janvier 1901 |

### Avril
| Code INSEE | Ancienne dénomination | Département                           | Nouvelle dénomination | Date                    |
| ---------- | --------------------- | ------------------------------------- | --------------------- | ----------------------- |
| 78672      | Villennes             | Seine-et-Oise (actuellement Yvelines) | Villennes-sur-Seine   | Décret du 18 avril 1901 |

### Août
| Code INSEE | Ancienne dénomination | Département | Nouvelle dénomination    | Date                   |
| ---------- | --------------------- | ----------- | ------------------------ | ---------------------- |
| 33023      | Ayguemorte            | Gironde     | Ayguemorte-les-Graves    | Décret du 8 août 1901  |
| 38026      | La Balme              | Isère       | La Balme-les-Grottes     | Décret du 8 août 1901  |
| 72084      | Clermont              | Sarthe      | Clermont-Créans          | Décret du 8 août 1901  |
| 89225      | Lichères              | Yonne       | Lichères-sur-Yonne       | Décret du 8 août 1901  |
| 81159      | Massac                | Tarn        | Massac-Séran             | Décret du 8 août 1901  |
| 46296      | Saint-Vincent         | Lot         | Saint-Vincent-Rive-d'Olt | Décret du 8 août 1901  |
| 63435      | Ronzières             | Puy-de-Dôme | Tourzel-Ronzières        | Décret du 8 août 1901  |
| 33219      | La Lande-de-Cubzac    | Gironde     | La Lande-de-Fronsac      | Décret du 30 août 1901 |

### Novembre
| Code INSEE | Ancienne dénomination   | Département     | Nouvelle dénomination    | Date                       |
| ---------- | ----------------------- | --------------- | ------------------------ | -------------------------- |
| 87138      | Saint-Bonnet-la-Rivière | Haute-Vienne    | Saint-Bonnet-Briance     | Décret du 6 novembre 1901  |
| 38386      | Saint-Geoire            | Isère           | Saint-Geoire-en-Valdaine | Décret du 6 novembre 1901  |
| 14661      | Saint-Vaast             | Calvados        | Saint-Vaast-sur-Seulles  | Décret du 6 novembre 1901  |
| 42293      | Saint-Victor            | Loire           | Saint-Victor-sur-Rhins   | Décret du 6 novembre 1901  |
| 65362      | Nestalas                | Hautes-Pyrénées | Pierrefitte-Nestalas     | Décret du 11 novembre 1901 |

### Décembre
| Code INSEE | Ancienne dénomination | Département    | Nouvelle dénomination | Date                       |
| ---------- | --------------------- | -------------- | --------------------- | -------------------------- |
| 28212      | Loigny                | Eure-et-Loir   | Loigny-la-Bataille    | Décret du 7 décembre 1901  |
| 31224      | Gourdan               | Haute-Garonne  | Gourdan-Polignan      | Décret du 13 décembre 1901 |
| 73249      | Saint-Jeoire          | Savoie         | Saint-Jeoire-Prieuré  | Décret du 16 décembre 1901 |
| 77196      | Fresnes               | Seine-et-Marne | Fresnes-sur-Marne     | Décret du 24 décembre 1901 |
| 74141      | Hauteville            | Haute-Savoie   | Hauteville-sur-Fier   | Décret du 24 décembre 1901 |

## 1902

### Février
| Code INSEE | Ancienne dénomination      | Département                           | Nouvelle dénomination      | Date                      |
| ---------- | -------------------------- | ------------------------------------- | -------------------------- | ------------------------- |
| 78638      | Vaux                       | Seine-et-Oise (actuellement Yvelines) | Vaux-sur-Seine             | Décret du 17 février 1902 |
| 91001      | Abbéville                  | Seine-et-Oise (actuellement Essonne)  | Abbéville-la-Rivière       | Décret du 19 février 1902 |
| 38071      | Champ                      | Isère                                 | Champ-sur-Drac             | Décret du 19 février 1902 |
| 88188      | Fresse                     | Vosges                                | Fresse-sur-Moselle         | Décret du 19 février 1902 |
| 01336      | Saint-André-le-Panoux      | Ain                                   | Saint-André-sur-Vieux-Jonc | Décret du 19 février 1902 |
| 80480      | Lignières-hors-Foucaucourt | Somme                                 | Lignières-en-Vimeu         | Décret du 27 février 1902 |

### Mars
| Code INSEE | Ancienne dénomination | Département         | Nouvelle dénomination | Date                   |
| ---------- | --------------------- | ------------------- | --------------------- | ---------------------- |
| 74093      | Gevrier               | Haute-Savoie        | Cran-Gevrier          | Décret du 14 mars 1902 |
| 17075      | Saint-Clément         | Charente-Inférieure | Cabariot              | Décret du 21 mars 1902 |

### Mai
| Code INSEE | Ancienne dénomination   | Département | Nouvelle dénomination   | Date                  |
| ---------- | ----------------------- | ----------- | ----------------------- | --------------------- |
| 21204      | Courcelles-sous-Grignon | Côte-d'Or   | Courcelles-lès-Montbard | Décret du 28 mai 1902 |

### Juin
| Code INSEE | Ancienne dénomination | Département      | Nouvelle dénomination  | Date                   |
| ---------- | --------------------- | ---------------- | ---------------------- | ---------------------- |
| 59112      | Bruay                 | Nord             | Bruay-sur-l'Escaut     | Décret du 29 juin 1902 |
| 59387      | Marquette             | Nord             | Marquette-en-Ostrevant | Décret du 29 juin 1902 |
| 13071      | Les Pennes            | Bouches-du-Rhône | Les Pennes-Mirabeau    | Décret du 29 juin 1902 |
| 62653      | Pernes                | Pas-de-Calais    | Pernes-lez-Boulogne    | Décret du 29 juin 1902 |

### Juillet
| Code INSEE | Ancienne dénomination | Département    | Nouvelle dénomination | Date                       |
| ---------- | --------------------- | -------------- | --------------------- | -------------------------- |
| 58034      | Poussignol-Blismes    | Nièvre         | Blismes               | Décret du 1er juillet 1902 |
| 77064      | La Celle-sous-Moret   | Seine-et-Marne | La Celle-sur-Seine    | Décret du 19 juillet 1902  |
| 45015      | Autruy                | Loiret         | Autruy-sur-Juine      | Décret du 30 juillet 1902  |

### Août
| Code INSEE | Ancienne dénomination | Département                             | Nouvelle dénomination | Date                   |
| ---------- | --------------------- | --------------------------------------- | --------------------- | ---------------------- |
| 95054      | Le Bellay             | Seine-et-Oise (actuellement Val-d'Oise) | Le Bellay-en-Vexin    | Décret du 13 août 1902 |
| 51152      | Chigny                | Marne                                   | Chigny-les-Roses      | Décret du 13 août 1902 |
| 71219      | Gigny                 | Saône-et-Loire                          | Gigny-sur-Saône       | Décret du 13 août 1902 |

### Septembre
| Code INSEE | Ancienne dénomination | Département      | Nouvelle dénomination | Date                        |
| ---------- | --------------------- | ---------------- | --------------------- | --------------------------- |
| 76192      | Criel                 | Seine-Inférieure | Criel-sur-Mer         | Décret du 26 septembre 1902 |

### Novembre
| 36080 | Ménétréols-sous-le-Landais | Indre            | Frédille                | Décret du 3 novembre 1902  |
| 02511 | Montigny-Carotte           | Aisne            | Montigny-en-Arrouaise   | Décret du 3 novembre 1902  |
| 33389 | Saint-Ciers-Lalande        | Gironde          | Saint-Ciers-sur-Gironde | Décret du 3 novembre 1902  |
| 76049 | Avesnes                    | Seine-Inférieure | Avesnes-en-Val          | Décret du 11 novembre 1902 |
| 76150 | Butot                      | Seine-Inférieure | Butot-en-Caux           | Décret du 11 novembre 1902 |
| 76336 | Gueutteville               | Seine-Inférieure | Gueutteville-les-Grès   | Décret du 11 novembre 1902 |
| 76526 | Ricarville                 | Seine-Inférieure | Ricarville-du-Val       | Décret du 11 novembre 1902 |
| 41192 | Les Roches                 | Loir-et-Cher     | Les Roches-l'Évêque     | Décret du 11 novembre 1902 |
| 81054 | Cambounet                  | Tarn             | Cambounet-sur-le-Sor    | Décret du 17 novembre 1902 |
| 71299 | Milly                      | Saône-et-Loire   | Milly-Lamartine         | Décret du 17 novembre 1902 |

## 1903

### Janvier
| Code INSEE | Ancienne dénomination  | Département                                    | Nouvelle dénomination   | Date                      |
| ---------- | ---------------------- | ---------------------------------------------- | ----------------------- | ------------------------- |
| 93005      | Aulnay-lès-Bondy       | Seine-et-Oise (actuellement Seine-Saint-Denis) | Aulnay-sous-Bois        | Décret du 5 janvier 1903  |
| 50370      | Saint-Georges-de-Néhou | Manche                                         | Néhou                   | Décret du 5 janvier 1903  |
| 77441      | Samois                 | Seine-et-Marne                                 | Samois-sur-Seine        | Décret du 5 janvier 1903  |
| 46006      | Nozac                  | Lot                                            | Anglars-Nozac           | Décret du 19 janvier 1903 |
| 03023      | Vesse                  | Allier                                         | Bellerive-sur-Allier    | Décret du 23 janvier 1903 |
| 76210      | Dampierre              | Seine-Inférieure                               | Dampierre-Saint-Nicolas | Décret du 23 janvier 1903 |
| 15131      | Chastel-Marlhac        | Cantal                                         | Le Monteil              | Décret du 23 janvier 1903 |
| 53265      | Torcé                  | Mayenne                                        | Torcé-en-Charnie        | Décret du 23 janvier 1903 |
| 14739      | Ver                    | Calvados                                       | Ver-sur-Mer             | Décret du 23 janvier 1903 |

### Février
| Code INSEE | Ancienne dénomination    | Département | Nouvelle dénomination   | Date                      |
| ---------- | ------------------------ | ----------- | ----------------------- | ------------------------- |
| 59063      | Beauvois                 | Nord        | Beauvois-en-Cambrésis   | Décret du 2 février 1903  |
| 40265      | Saint-Julien-de-Gabarret | Landes      | Saint-Julien-d'Armagnac | Décret du 16 février 1903 |

### Juin
| Code INSEE | Ancienne dénomination | Département   | Nouvelle dénomination   | Date                   |
| ---------- | --------------------- | ------------- | ----------------------- | ---------------------- |
| 62237      | Conteville            | Pas-de-Calais | Conteville-lez-Boulogne | Décret du 26 juin 1903 |

### Juillet
| Code INSEE | Ancienne dénomination | Département                             | Nouvelle dénomination | Date                      |
| ---------- | --------------------- | --------------------------------------- | --------------------- | ------------------------- |
| 95527      | Roissy                | Seine-et-Oise (actuellement Val-d'Oise) | Roissy-en-France      | Décret du 2 juillet 1903  |
| 28330      | Saint-Cloud           | Eure-et-Loir                            | Saint-Cloud-en-Dunois | Décret du 19 juillet 1903 |
| 91198      | Huison                | Seine-et-Oise (actuellement Essonne)    | Huison-Longueville    | Décret du 24 juillet 1903 |

### Août
| Code INSEE | Ancienne dénomination | Département     | Nouvelle dénomination | Date                   |
| ---------- | --------------------- | --------------- | --------------------- | ---------------------- |
| 88032      | Laveline              | Vosges          | Ban-de-Laveline       | Décret du 15 août 1903 |
| 02460      | Marcy                 | Aisne           | Marcy-sous-Marle      | Décret du 15 août 1903 |
| 82111      | Miramont              | Tarn-et-Garonne | Miramont-du-Quercy    | Décret du 15 août 1903 |
| 14468      | Noron                 | Calvados        | Noron-la-Poterie      | Décret du 15 août 1903 |
| 71385      | Saint-Amour           | Saône-et-Loire  | Saint-Amour-Bellevue  | Décret du 15 août 1903 |
| 89337      | Saint-Bris            | Yonne           | Saint-Bris-le-Vineux  | Décret du 15 août 1903 |
| 43049      | Chamalières           | Haute-Loire     | Chamalières-sur-Loire | Décret du 25 août 1903 |

### Novembre
| Code INSEE | Ancienne dénomination       | Département | Nouvelle dénomination   | Date                        |
| ---------- | --------------------------- | ----------- | ----------------------- | --------------------------- |
| 58256      | Saint-Martin-du-Tronsec     | Nièvre      | Saint-Martin-sur-Nohain | Décret du 1er novembre 1903 |
| 81279      | Lasclottes                  | Tarn        | La Sauzière-Saint-Jean  | Décret du 14 novembre 1903  |
| 07005      | Aps                         | Ardèche     | Alba                    | Décret du 20 novembre 1903  |
| 42013      | Bellegarde                  | Loire       | Bellegarde-en-Forez     | Décret du 20 novembre 1903  |
| 03120      | Garnat                      | Allier      | Garnat-sur-Engièvre     | Décret du 20 novembre 1903  |
| 88206      | Gironcourt                  | Vosges      | Gironcourt-sur-Vraine   | Décret du 20 novembre 1903  |
| 24438      | Saint-Laurent-de-Castelnaud | Dordogne    | Saint-Laurent-la-Vallée | Décret du 20 novembre 1903  |

### Décembre
| Code INSEE | Ancienne dénomination   | Département    | Nouvelle dénomination     | Date                       |
| ---------- | ----------------------- | -------------- | ------------------------- | -------------------------- |
| 10153      | Mâcon                   | Aube           | Fontaine-Mâcon            | Décret du 3 décembre 1903  |
| 60368      | Longueil-sous-Thourotte | Oise           | Longueil-Annel            | Décret du 3 décembre 1903  |
| 30190      | La Rouvière             | Gard           | Notre-Dame-de-la-Rouvière | Décret du 3 décembre 1903  |
| 86126      | Leignes                 | Vienne         | Leignes-sur-Fontaine      | Décret du 14 décembre 1903 |
| 77473      | Treuzy                  | Seine-et-Marne | Treuzy-Levelay            | Décret du 14 décembre 1903 |

## 1904

### Février
| Code INSEE | Ancienne dénomination     | Département    | Nouvelle dénomination | Date                      |
| ---------- | ------------------------- | -------------- | --------------------- | ------------------------- |
| 88408      | Rupt                      | Vosges         | Rupt-sur-Moselle      | Décret du 5 février 1904  |
| 71038      | Saint-Nizier-sous-Charmoy | Saône-et-Loire | Les Bizots            | Décret du 29 février 1904 |
| 12264      | Concourès                 | Aveyron        | Sébazac-Concourès     | Décret du 29 février 1904 |

### Avril
| Code INSEE | Ancienne dénomination | Département | Nouvelle dénomination | Date                    |
| ---------- | --------------------- | ----------- | --------------------- | ----------------------- |
| 08084      | Brienne               | Ardennes    | Brienne-sur-Aisne     | Décret du 12 avril 1904 |

### Mai
| Code INSEE | Ancienne dénomination | Département | Nouvelle dénomination | Date                  |
| ---------- | --------------------- | ----------- | --------------------- | --------------------- |
| 83083      | Montfort              | Var         | Montfort-sur-Argens   | Décret du 28 mai 1904 |

### Juillet
| Code INSEE | Ancienne dénomination | Département    | Nouvelle dénomination  | Date                      |
| ---------- | --------------------- | -------------- | ---------------------- | ------------------------- |
| 86011      | Asnières              | Vienne         | Asnières-sur-Blour     | Décret du 13 juillet 1904 |
| 33014      | Les Artigues          | Gironde        | Les Artigues-de-Lussac | Décret du 18 juillet 1904 |
| 38275      | Nerpol-et-Serres      | Isère          | Serre-Nerpol           | Décret du 18 juillet 1904 |
| 77494      | Vernou                | Seine-et-Marne | Vernou-sur-Seine       | Décret du 18 juillet 1904 |
| 47082      | Gandaille             | Lot-et-Garonne | Dondas                 | Décret du 22 juillet 1904 |
| 39562      | Villard-la-Rixouse    | Jura           | Villard-sur-Bienne     | Décret du 22 juillet 1904 |

### Août
| Code INSEE | Ancienne dénomination            | Département | Nouvelle dénomination    | Date                   |
| ---------- | -------------------------------- | ----------- | ------------------------ | ---------------------- |
| 03218      | Saint-Aubin                      | Allier      | Saint-Aubin-le-Monial    | Décret du 21 août 1904 |
| 27577      | Sainte-Opportune-près-Vieux-Port | Eure        | Sainte-Opportune-la-Mare | Décret du 24 août 1904 |

### Novembre
| Code INSEE | Ancienne dénomination  | Département                             | Nouvelle dénomination  | Date                        |
| ---------- | ---------------------- | --------------------------------------- | ---------------------- | --------------------------- |
| 16154      | L'Houmeau-Pontouvre    | Charente                                | Gond-Pontouvre         | Décret du 22 novembre 1904, |
| 31517      | Saint-Sulpice-de-Lézat | Haute-Garonne                           | Saint-Sulpice-sur-Lèze | Décret du 22 novembre 1904, |
| 95241      | Fontenay-lès-Louvres   | Seine-et-Oise (actuellement Val-d'Oise) | Fontenay-en-Parisis    | Décret du 25 novembre 1904  |
| 88301      | Ménil-Rambervillers    | Vosges                                  | Ménil-sur-Belvitte     | Décret du 25 novembre 1904  |
| 91631      | Varennes               | Seine-et-Oise (actuellement Essonne)    | Varennes-Jarcy         | Décret du 25 novembre 1904  |

### Décembre
| Code INSEE | Ancienne dénomination | Département      | Nouvelle dénomination  | Date                       |
| ---------- | --------------------- | ---------------- | ---------------------- | -------------------------- |
| 14611      | Saint-Manvieu         | Calvados         | Saint-Manvieu-Bocage   | Décret du 12 décembre 1904 |
| 76739      | Vieux-Rouen           | Seine-Inférieure | Vieux-Rouen-sur-Bresle | Décret du 12 décembre 1904 |

## 1905

### Janvier
| Code INSEE | Ancienne dénomination | Département         | Nouvelle dénomination   | Date                       |
| ---------- | --------------------- | ------------------- | ----------------------- | -------------------------- |
| 25150      | Chevigney             | Doubs               | Chevigney-sur-l'Ognon   | Décret du 18 janvier 1905  |
| 86209      | Andillé               | Vienne              | Roches-Prémarie-Andillé | Décret du 18 janvier 1905  |
| 17121      | La Couarde            | Charente-Inférieure | La Couarde-sur-Mer      | Décret du 21 janvier 1905, |
| 14338      | Beuzeval-Houlgate     | Calvados            | Houlgate                | Décret du 21 janvier 1905, |
| 36135      | Moulins               | Indre               | Moulins-sur-Céphons     | Décret du 21 janvier 1905, |

### Mars
| Code INSEE | Ancienne dénomination  | Département   | Nouvelle dénomination     | Date                   |
| ---------- | ---------------------- | ------------- | ------------------------- | ---------------------- |
| 24172      | Tayac                  | Dordogne      | Les Eyzies-de-Tayac       | Décret du 16 mars 1905 |
| 87150      | Saint-Hilaire-Lastours | Haute-Vienne  | Saint-Hilaire-les-Places  |                        |
| 62295      | Enquin                 | Pas-de-Calais | Enquin-les-Mines          | Décret du 27 mars 1905 |
| 62296      | Enquin                 | Pas-de-Calais | Enquin-sur-Baillons       | Décret du 27 mars 1905 |
| 62555      | Marles                 | Pas-de-Calais | Marles-les-Mines          | Décret du 27 mars 1905 |
| 62556      | Marles                 | Pas-de-Calais | Marles-sur-Canche         | Décret du 27 mars 1905 |
| 62762      | Saint-Michel           | Pas-de-Calais | Saint-Michel-sous-Bois    | Décret du 27 mars 1905 |
| 62763      | Saint-Michel           | Pas-de-Calais | Saint-Michel-sur-Ternoise | Décret du 27 mars 1905 |

### Août
| Code INSEE | Ancienne dénomination   | Département | Nouvelle dénomination | Date                   |
| ---------- | ----------------------- | ----------- | --------------------- | ---------------------- |
| 89096      | Chemilly-près-Seignelay | Yonne       | Chemilly              | Décret du 10 août 1905 |

### Septembre
| Code INSEE | Ancienne dénomination | Département         | Nouvelle dénomination      | Date                       |
| ---------- | --------------------- | ------------------- | -------------------------- | -------------------------- |
| 23027      | Bosmoreau             | Creuse              | Bosmoreau-les-Mines        | Décret du 7 septembre 1905 |
| 77107      | Chaumes               | Seine-et-Marne      | Chaumes-en-Brie            | Décret du 7 septembre 1905 |
| 73124      | Gilly                 | Savoie              | Gilly-sur-Isère            | Décret du 7 septembre 1905 |
| 17375      | Saint-Nazaire         | Charente-Inférieure | Saint-Nazaire-sur-Charente | Décret du 7 septembre 1905 |

### Octobre
| Code INSEE | Ancienne dénomination | Département | Nouvelle dénomination | Date                     |
| ---------- | --------------------- | ----------- | --------------------- | ------------------------ |
| 51141      | La Chaussée           | Marne       | La Chaussée-sur-Marne | Décret du 7 octobre 1905 |
| 21434      | Montlay               | Côte-d'Or   | Montlay-en-Auxois     | Décret du 7 octobre 1905 |

### Novembre
| Code INSEE | Ancienne dénomination | Département | Nouvelle dénomination | Date                        |
| ---------- | --------------------- | ----------- | --------------------- | --------------------------- |
| 27205      | Douville              | Eure        | Douville-sur-Andelle  | Décret du 21 novembre 1905, |
| 86115      | Jaulnay               | Vienne      | Jaunay-Clan           | Décret du 21 novembre 1905, |

### Décembre
| Code INSEE | Ancienne dénomination              | Département                           | Nouvelle dénomination  | Date                       |
| ---------- | ---------------------------------- | ------------------------------------- | ---------------------- | -------------------------- |
| 33407      | Saint-Genès-de-Queuil              | Gironde                               | Saint-Genès-de-Fronsac | Décret du 2 décembre 1905  |
| 78124      | Carrières-Saint-Denis              | Seine-et-Oise (actuellement Yvelines) | Carrières-sur-Seine    | Décret du 9 décembre 1905  |
| 71190      | Épinac                             | Saône-et-Loire                        | Épinac-les-Mines       | Décret du 9 décembre 1905  |
| 55040      | Beauzée                            | Meuse                                 | Beauzée-sur-Aire       | Décret du 21 décembre 1905 |
| 55060      | Bonzée                             | Meuse                                 | Bonzée-en-Woëvre       | Décret du 21 décembre 1905 |
| 10216      | Mailly                             | Aube                                  | Mailly-le-Camp         | Décret du 29 décembre 1905 |
| 27470      | Saint-Nicolas-du-Pont-Saint-Pierre | Eure                                  | Pont-Saint-Pierre      | Décret du 29 décembre 1905 |
| 45303      | Sceaux                             | Loiret                                | Sceaux-du-Gâtinais     | Décret du 29 décembre 1905 |

## 1906

### Janvier
| Code INSEE | Ancienne dénomination | Département | Nouvelle dénomination | Date                      |
| ---------- | --------------------- | ----------- | --------------------- | ------------------------- |
| 02112      | Brancourt             | Aisne       | Brancourt-le-Grand    | Décret du 5 janvier 1906  |
| 10415      | Villemaur             | Aube        | Villemaur-sur-Vanne   | Décret du 25 janvier 1906 |
| 14524      | Putot                 | Calvados    | Putot-en-Auge         | Décret du 29 janvier 1906 |

### Février
| Code INSEE | Ancienne dénomination | Département | Nouvelle dénomination | Date                       |
| ---------- | --------------------- | ----------- | --------------------- | -------------------------- |
| 24129      | Condat                | Dordogne    | Condat-sur-Trincou    | Décret du 13 février 1906, |
| 24134      | Corgnac               | Dordogne    | Corgnac-sur-l'Isle    | Décret du 13 février 1906, |

### Mars
| Code INSEE | Ancienne dénomination | Département | Nouvelle dénomination | Date                   |
| ---------- | --------------------- | ----------- | --------------------- | ---------------------- |
| 15257      | Roussy                | Cantal      | Vezels-Roussy         | Décret du 27 mars 1906 |

### Avril
| Code INSEE | Ancienne dénomination | Département      | Nouvelle dénomination | Date                   |
| ---------- | --------------------- | ---------------- | --------------------- | ---------------------- |
| 76466      | Neuville              | Seine-Inférieure | Neuville-lès-Dieppe   | Décret du 2 avril 1906 |

### Août
| Code INSEE | Ancienne dénomination | Département         | Nouvelle dénomination      | Date                   |
| ---------- | --------------------- | ------------------- | -------------------------- | ---------------------- |
| 07149      | Marcols               | Ardèche             | Marcols-les-Eaux           | Décret du 6 août 1906  |
| 62690      | Raye                  | Pas-de-Calais       | Raye-sur-Authie            | Décret du 6 août 1906  |
| 33499      | Les Salles            | Gironde             | Les Salles-de-Castillon    | Décret du 6 août 1906  |
| 14079      | Blonville             | Calvados            | Blonville-sur-Mer          | Décret du 11 août 1906 |
| 17401      | Saint-Séverin         | Charente-Inférieure | Saint-Séverin-sur-Boutonne | Décret du 11 août 1906 |
| 77493      | Verneuil              | Seine-et-Marne      | Verneuil-l'Étang           | Décret du 11 août 1906 |
| 03195      | Néris                 | Allier              | Néris-les-Bains            | Décret du 28 août 1906 |
| 80692      | Sailly-le-Sec         | Somme               | Sailly-Flibeaucourt        | Décret du 28 août 1906 |
| 52482      | Soulaucourt           | Haute-Marne         | Soulaucourt-sur-Mouzon     | Décret du 28 août 1906 |

### Septembre
| Code INSEE | Ancienne dénomination | Département | Nouvelle dénomination | Date                        |
| ---------- | --------------------- | ----------- | --------------------- | --------------------------- |
| 60463      | Nogent-les-Vierges    | Oise        | Nogent-sur-Oise       | Décret du 27 septembre 1906 |

### Octobre
| Code INSEE | Ancienne dénomination | Département | Nouvelle dénomination | Date                      |
| ---------- | --------------------- | ----------- | --------------------- | ------------------------- |
| 50532      | Saint-Pair            | Manche      | Saint-Pair-sur-Mer    | Décret du 25 octobre 1906 |

### Novembre
| Code INSEE | Ancienne dénomination | Département | Nouvelle dénomination | Date                       |
| ---------- | --------------------- | ----------- | --------------------- | -------------------------- |
| 26192      | Montbrison            | Drôme       | Montbrison-sur-Lez    | Décret du 10 novembre 1906 |

### Décembre
| Code INSEE | Ancienne dénomination | Département | Nouvelle dénomination | Date                      |
| ---------- | --------------------- | ----------- | --------------------- | ------------------------- |
| 39095      | Champagne             | Jura        | Champagne-sur-Loue    | Décret du 5 décembre 1906 |

## 1907

### Janvier
| Code INSEE | Ancienne dénomination | Département      | Nouvelle dénomination | Date                      |
| ---------- | --------------------- | ---------------- | --------------------- | ------------------------- |
| 13015      | Bouc                  | Bouches-du-Rhône | Bouc-Bel-Air          | Décret du 28 janvier 1907 |

### Février
| Code INSEE | Ancienne dénomination | Département        | Nouvelle dénomination | Date                      |
| ---------- | --------------------- | ------------------ | --------------------- | ------------------------- |
| 54048      | Génaville             | Meurthe-et-Moselle | Les Baroches          | Décret du 2 février 1907, |
| 80533      | Mers                  | Somme              | Mers-les-Bains        | Décret du 2 février 1907, |

### Juillet
| Code INSEE | Ancienne dénomination | Département  | Nouvelle dénomination   | Date                       |
| ---------- | --------------------- | ------------ | ----------------------- | -------------------------- |
| 51424      | Passavant             | Marne        | Passavant-en-Argonne    | Décret du 16 juillet 1907, |
| 74227      | Saint-André           | Haute-Savoie | Saint-André-Val-de-Fier | Décret du 16 juillet 1907, |
| 33493      | Saint-Yzans           | Gironde      | Saint-Yzans-de-Médoc    | Décret du 16 juillet 1907, |

### Novembre
| Code INSEE | Ancienne dénomination | Département     | Nouvelle dénomination   | Date                       |
| ---------- | --------------------- | --------------- | ----------------------- | -------------------------- |
| 59103      | Boussières            | Nord            | Boussières-en-Cambrésis | Décret du 14 novembre 1907 |
| 39413      | Haute-Molune          | Jura            | La Pesse                | Décret du 14 novembre 1907 |
| 45147      | Fleury-aux-Choux      | Loiret          | Fleury-les-Aubrais      | Décret du 15 novembre 1907 |
| 65093      | Bize-Nistos           | Hautes-Pyrénées | Bize                    | Décret du 18 novembre 1907 |
| 01126      | Vanchy                | Ain             | Coupy                   | Décret du 26 novembre 1907 |

### Décembre
| Code INSEE | Ancienne dénomination | Département   | Nouvelle dénomination | Date                       |
| ---------- | --------------------- | ------------- | --------------------- | -------------------------- |
| 50165      | Donville              | Manche        | Donville-les-Bains    | Décret du 2 décembre 1907  |
| 62523      | Loison                | Pas-de-Calais | Loison-sous-Lens      | Décret du 16 décembre 1907 |
| 62522      | Loison                | Pas-de-Calais | Loison-sur-Créquoise  | Décret du 16 décembre 1907 |
| 74215      | Praz-de-Mégèves       | Haute-Savoie  | Praz-sur-Arly         | Décret du 16 décembre 1907 |
| 83112      | Saint-Cyr             | Var           | Saint-Cyr-sur-Mer     | Décret du 21 décembre 1907 |

## 1908

### Janvier
| Code INSEE | Ancienne dénomination | Département    | Nouvelle dénomination   | Date                      |
| ---------- | --------------------- | -------------- | ----------------------- | ------------------------- |
| 71159      | Culles                | Saône-et-Loire | Culles-les-Roches       | Décret du 18 janvier 1908 |
| 71371      | Saint-Sorlin          | Saône-et-Loire | La Roche-Vineuse        | Décret du 18 janvier 1908 |
| 60433      | Mortefontaine         | Oise           | Mortefontaine-en-Thelle | Décret du 28 janvier 1908 |

### Février
| Code INSEE | Ancienne dénomination | Département | Nouvelle dénomination    | Date                      |
| ---------- | --------------------- | ----------- | ------------------------ | ------------------------- |
| 52237      | Harréville            | Haute-Marne | Harréville-les-Chanteurs | Décret du 4 février 1908  |
| 86144      | Montgauguier          | Vienne      | Maisonneuve              | Décret du 15 février 1908 |

### Avril
| Code INSEE | Ancienne dénomination | Département | Nouvelle dénomination | Date                   |
| ---------- | --------------------- | ----------- | --------------------- | ---------------------- |
| 26252      | Fiancey               | Drôme       | Portes-lès-Valence    | Décret du 3 avril 1908 |

### Juin
| Code INSEE | Ancienne dénomination | Département     | Nouvelle dénomination | Date                   |
| ---------- | --------------------- | --------------- | --------------------- | ---------------------- |
| 06020      | La Bollène            | Alpes-Maritimes | La Bollène-Vésubie    | Décret du 15 juin 1908 |

### Août
| Code INSEE | Ancienne dénomination    | Département     | Nouvelle dénomination   | Date                   |
| ---------- | ------------------------ | --------------- | ----------------------- | ---------------------- |
| 34022      | Baillargues-et-Colombier | Hérault         | Baillargues             | Décret du 5 août 1908  |
| 01123      | Cormoranche              | Ain             | Cormoranche-sur-Saône   | Décret du 6 août 1908  |
| 02290      | Essômes                  | Aisne           | Essômes-sur-Marne       | Décret du 6 août 1908  |
| 35347      | Izé                      | Ille-et-Vilaine | Val-d'Izé               | Décret du 6 août 1908  |
| 42198      | Saint-Alban              | Loire           | Saint-Alban-les-Eaux    | Décret du 18 août 1908 |
| 60387      | Marseille                | Oise            | Marseille-en-Beauvaisis | Décret du 20 août 1908 |

### Novembre
| Code INSEE | Ancienne dénomination     | Département     | Nouvelle dénomination  | Date                       |
| ---------- | ------------------------- | --------------- | ---------------------- | -------------------------- |
| 33410      | Saint-Georges-de-Montagne | Gironde         | Saint-Georges          | Décret du 3 novembre 1908  |
| 06011      | Beaulieu                  | Alpes-Maritimes | Beaulieu-sur-Mer       | Décret du 13 novembre 1908 |
| 33128      | Civrac                    | Gironde         | Civrac-en-Médoc        | Décret du 13 novembre 1908 |
| 73236      | Saint-Genix-d'Aoste       | Savoie          | Saint-Genix-sur-Guiers | Décret du 13 novembre 1908 |
| 27090      | Bosc-Roger                | Eure            | Bosc-Roger-en-Roumois  | Décret du 19 novembre 1908 |
| 80577      | Moyencourt                | Somme           | Moyencourt-lès-Poix    | Décret du 19 novembre 1908 |
| 40306      | Sorde                     | Landes          | Sorde-l'Abbaye         | Décret du 19 novembre 1908 |
| 71257      | Lessard-le-Royal          | Saône-et-Loire  | Lessard-le-National    | Décret du 21 novembre 1908 |

### Décembre
| Code INSEE | Ancienne dénomination | Département    | Nouvelle dénomination  | Date                       |
| ---------- | --------------------- | -------------- | ---------------------- | -------------------------- |
| 77335      | Neufmontiers          | Seine-et-Marne | Neufmontiers-lès-Meaux | Décret du 5 décembre 1908  |
| 45022      | Batilly               | Loiret         | Batilly-en-Gâtinais    | Décret du 11 décembre 1908 |
| 86279      | Vaux                  | Vienne         | Vaux-sur-Vienne        | Décret du 19 décembre 1908 |

## 1909

### Janvier
| Code INSEE | Ancienne dénomination | Département                           | Nouvelle dénomination | Date                      |
| ---------- | --------------------- | ------------------------------------- | --------------------- | ------------------------- |
| 78437      | Mousseaux             | Seine-et-Oise (actuellement Yvelines) | Mousseaux-sur-Seine   | Décret du 4 janvier 1909  |
| 91441      | Nainville             | Seine-et-Oise (actuellement Essonne)  | Nainville-les-Roches  | Décret du 4 janvier 1909  |
| 15073      | Sarrus                | Cantal                                | Fridefont             | Décret du 12 janvier 1909 |
| 36234      | Verneuil              | Indre                                 | Verneuil-sur-Igneraie | Décret du 12 janvier 1909 |

### Février
| Code INSEE | Ancienne dénomination | Département  | Nouvelle dénomination   | Date                      |
| ---------- | --------------------- | ------------ | ----------------------- | ------------------------- |
| 04186      | Saint-Laurent         | Basses-Alpes | Saint-Laurent-du-Verdon | Décret du 19 février 1909 |

### Mai
| Code INSEE | Ancienne dénomination | Département | Nouvelle dénomination | Date                 |
| ---------- | --------------------- | ----------- | --------------------- | -------------------- |
| 60695      | Saint-Firmin          | Oise        | Vineuil-Saint-Firmin  | Décret du 7 mai 1909 |

### Juillet
| Code INSEE | Ancienne dénomination | Département | Nouvelle dénomination | Date                      |
| ---------- | --------------------- | ----------- | --------------------- | ------------------------- |
| 38018      | Auberives             | Isère       | Auberives-en-Royans   | Décret du 2 juillet 1909  |
| 60095      | Boury                 | Oise        | Boury-en-Vexin        | Décret du 21 juillet 1909 |

### Août
| Code INSEE | Ancienne dénomination | Département         | Nouvelle dénomination | Date                   |
| ---------- | --------------------- | ------------------- | --------------------- | ---------------------- |
| 17159      | Fléac                 | Charente-Inférieure | Fléac-sur-Seugne      | Décret du 24 août 1909 |
| 14700      | Tour                  | Calvados            | Tour-en-Bessin        | Décret du 24 août 1909 |

### Décembre
| Code INSEE | Ancienne dénomination      | Département                           | Nouvelle dénomination   | Date                        |
| ---------- | -------------------------- | ------------------------------------- | ----------------------- | --------------------------- |
| 07060      | Saint-Félix-de-Châteauneuf | Ardèche                               | Châteauneuf-de-Vernoux  | Décret du 1er décembre 1909 |
| 59101      | Bousignies                 | Nord                                  | Bousignies-sur-Roc      | Décret du 18 décembre 1909  |
| 07151      | Saint-Romain-le-Désert     | Ardèche                               | Mars                    | Décret du 18 décembre 1909  |
| 86243      | Saint-Romain               | Vienne                                | Saint-Romain-sur-Vienne | Décret du 18 décembre 1909  |
| 78624      | Triel                      | Seine-et-Oise (actuellement Yvelines) | Triel-sur-Seine         | Décret du 24 décembre 1909  |